# Andohariana
Andohariana – gmina (kaominina) w dystrykcie Andramasina, w regionie Analamanga na Madagaskarze.

## Demografia i ekonomia
W 2001 roku oszacowano liczbę jego mieszkańców na 3 610. 85% ludności pracującej trudni się rolnictwem, a 14% hodowlą. Główną rośliną uprawną jest tu ryż. Ponadto uprawia się pomarańcze, maniok i bataty. 1% zatrudnionych jest w usługach.